# Anja Đurinović
Anja Đurinović (Zagreb, 20. ožujka 1990.) je hrvatska TV-voditeljica i glumica.
Rođena je u Zagrebu, 20. ožujka 1990. godine. Godine 1997. krenula je u Osnovnu školu Bartola Kašića u Zagrebu. Završila je Akademiju dramske umjetnosti u Zagrebu, 2014. godine (upisala ju je 2009. godine). U glumačkom ansamblu kazališta "Gavella" je od 2015. godine. Snimila je i nekoliko radiodrama. Završila je Školu suvremenog plesa Ane Maletić.
Danas je zajedno s Davorom Balažinom voditeljica emisije Mali znanstvenici na jedinom hrvatskom specijaliziranom televizijskom kanalu za djecu, mlade i obitelj, na RTL Kockici.

## Voditeljica
- "Mali znanstvenici" (2014. - danas)

## Televizijske uloge
- "Djeca sa CNN-a" kao Barbika (2022.)
- "Počivali u miru" kao Vlatka Demonja (2018.)
- "Crno-bijeli svijet" kao Goga (2015.)
- "Planina" kao Tena (2013.)